# Xinqiao (köping i Kina, Sichuan, lat 29,73, long 104,74)
Xinqiao (kinesiska: 新桥镇, 新桥) är en köping i Kina. Den ligger i provinsen Sichuan, i den sydvästra delen av landet, omkring 120 kilometer sydost om provinshuvudstaden Chengdu.
Genomsnittlig årsnederbörd är 1 330 millimeter. Den regnigaste månaden är juli, med i genomsnitt 290 mm nederbörd, och den torraste är december, med 13 mm nederbörd.